# Saucisse
Pour les articles homonymes, voir Saucisse (homonymie).
 (octobre 2008).
Si vous disposez d'ouvrages ou d'articles de référence ou si vous connaissez des sites web de qualité traitant du thème abordé ici, merci de compléter l'article en donnant les références utiles à sa vérifiabilité et en les liant à la section « Notes et références ».

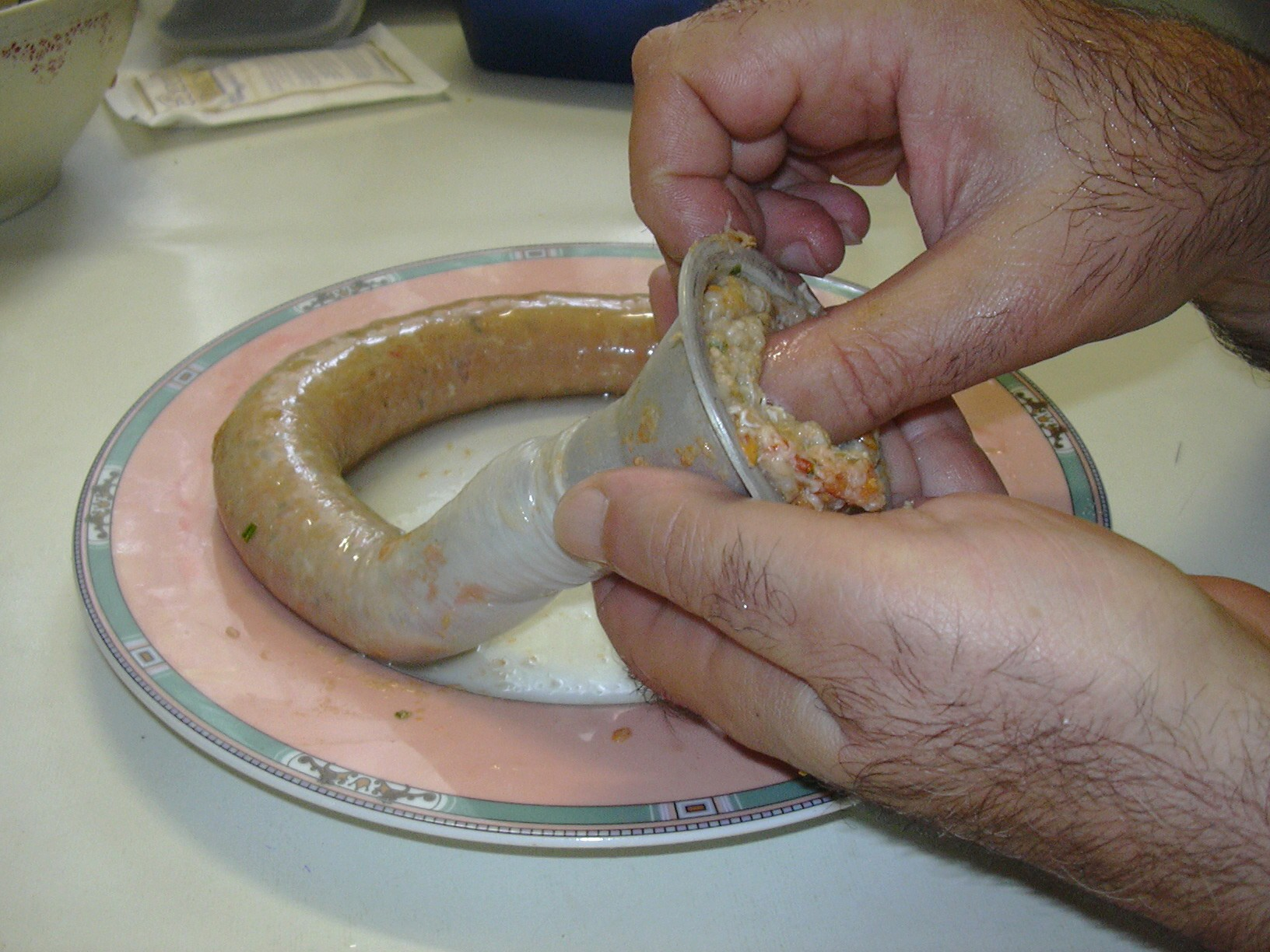
Saucisse de veau aux herbes préparée à la main.

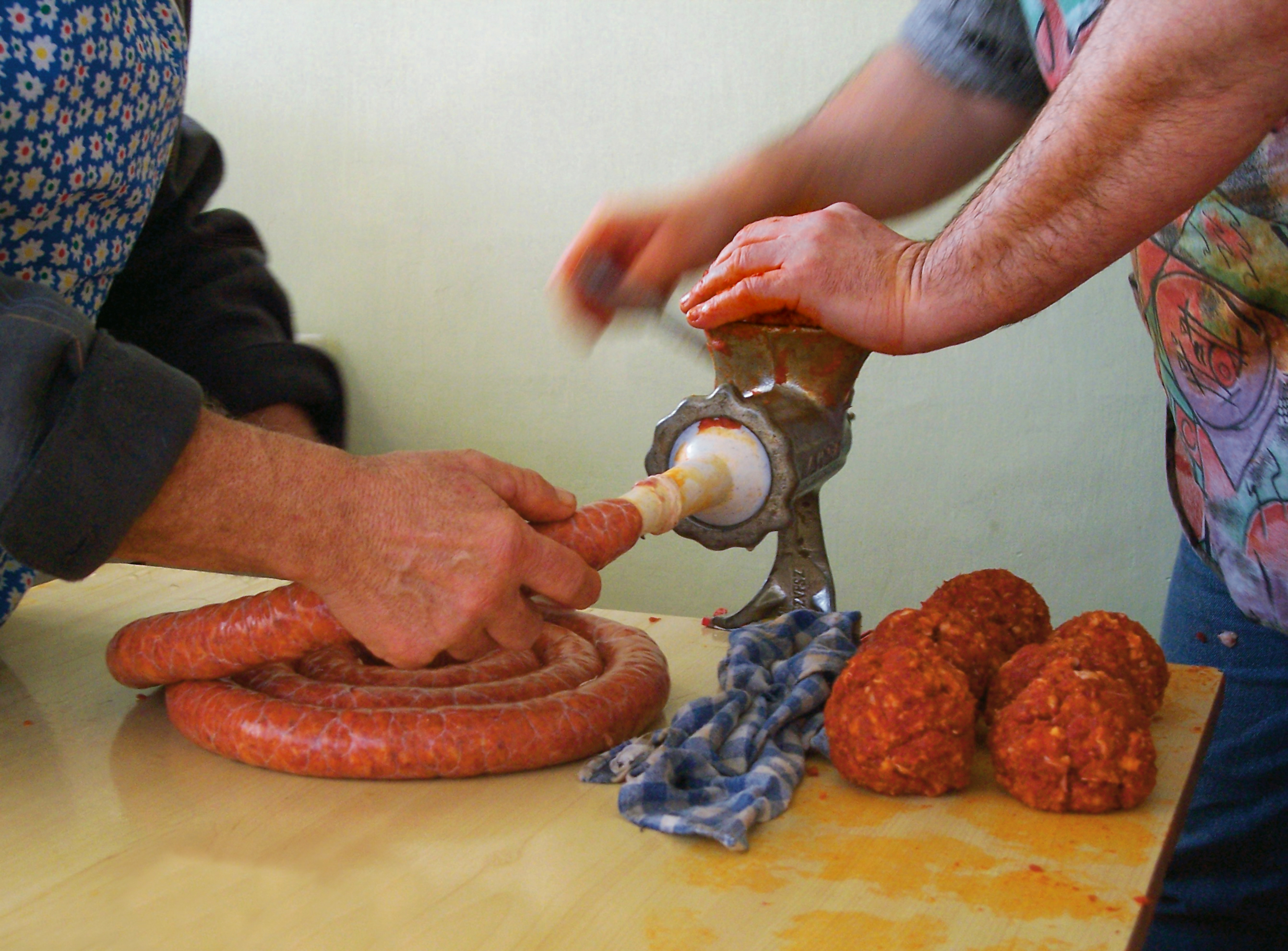
Fabrication traditionnelle de saucisses.

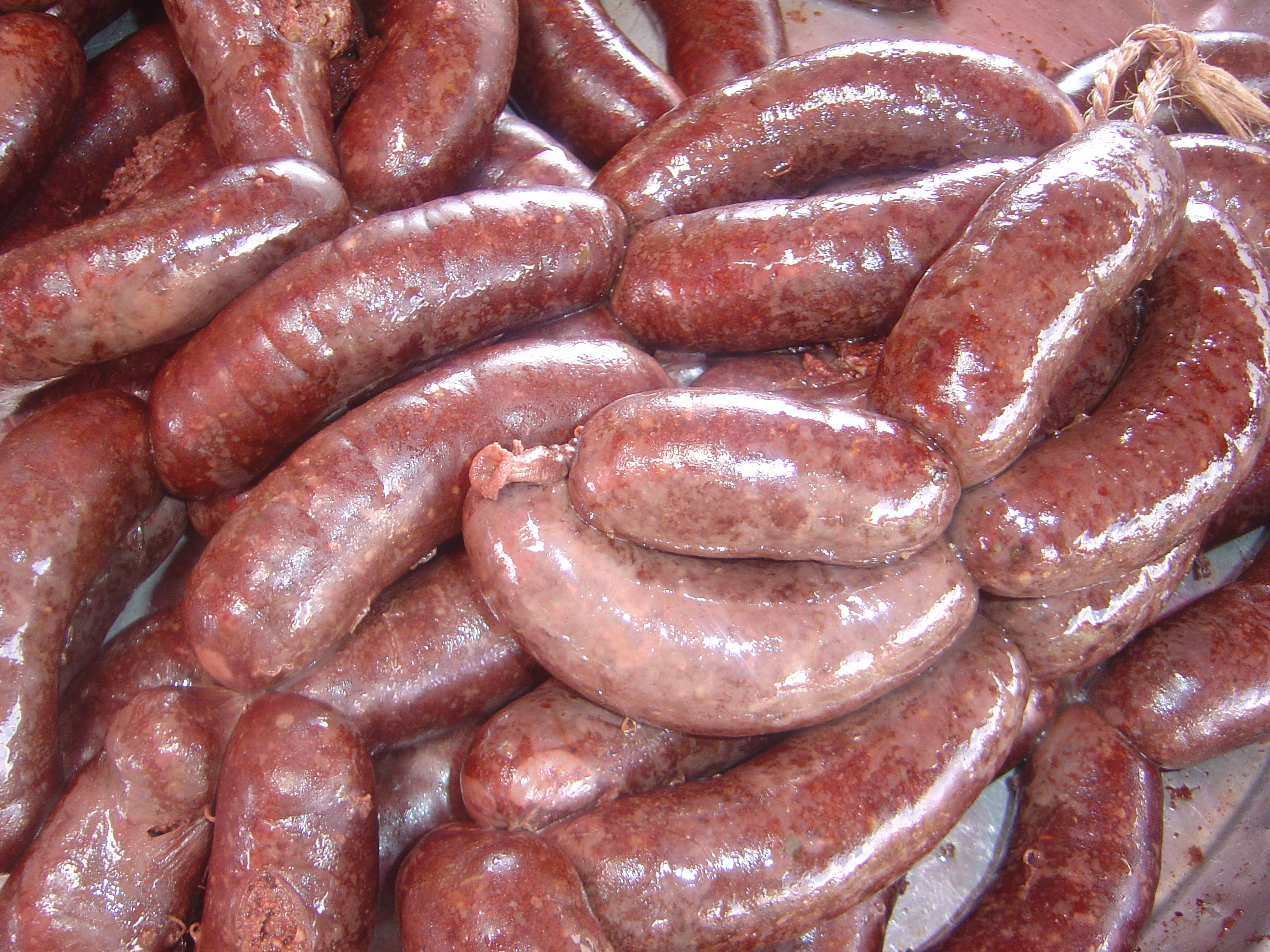
Saucisses de la cuisine réunionnaise.

Une saucisse est un produit de charcuterie composée principalement de viande hachée mélangée à d'autres ingrédients tels que des épices et des condiments puis déposée dans un boyau, d'origine intestinal ou synthétique, en forme de tube et refermé aux extrémités.  

## Étymologie
Les termes « saucisse » et « saucisson » sont dérivés du vieux français sausiche venant du latin salsus signifiant « salé ». Le mot salsus est devenu salsicius, qui a donné naissance au substantif féminin (farta) salsicia (« saucisse »). Le terme salade a la même origine étymologique en dérivant du latin tardif salare.
La culture moderne différencie le saucisson et la saucisse, la dernière étant produite afin d'être cuite.

## Histoire
La saucisse serait née vers 500 av. J.-C., les Grecs et les Romains ensachaient viande hachée dans des intestins d’animaux. Cette méthode était utilisée pour conserver les ressources alimentaires. Il est probable qu'elle fut inventée dans une optique de préservation ou de commodité de transport de la viande, tel qu'en fut son usage dans l'Antiquité, ou simplement d'un principe d'économie chez les bouchers.
Certaines légions romaines utilisaient le principe de la saucisse pour facilement transporter de la viande divisée en rations à l'avance. Souvent l'enveloppe était jetée pour ne garder que l'intérieur, afin de préparer les fameuses « rations du légionnaire » qui comportaient alors l'équivalent d'une saucisse par repas. La saucisse à Rome auraient été par l'antique région de Lucanie, d'où le produit tire son nom de "Lucanica". De cette importation vint l'exportation vers certains lieux comme l'Afrique du nord ou la Gaule, qui l'adoptèrent et l'utilisèrent. Une fête romaine existait pour la saucisse ; les Lupercales étaient célébrées en mangeant de la saucisse à l'époque.
Il est certain qu'à la même époque, les Chinois utilisaient souvent un principe de conservation semblable à celui de la saucisse européenne, utilisant de la viande de chèvre et d'agneau.
Au Moyen Âge, la saucisse était de qualité[non neutre]. Elle contenait des épices et des aromates rapportés d'Orient à grands frais par la fameuse route de la soie. Dans l'Empire byzantin la saucisse de sang aurait été, pendant une époque, interdite, à cause d'un risque d'empoisonnement alimentaire, fréquent.
Selon une tradition anglo-saxonne datant de la Seconde Guerre mondiale, la majorité des saucisses possèdent un taux élevé de féculents, jusqu'à 25 %, afin de compenser le manque de viande. La pratique restée sert surtout lors de la cuisson : alors que la viande se contracte en cuisant, le féculent (farine, fécule, autre) prend de l'expansion en absorbant l'eau et une partie du gras, permettant ainsi de ne pas déformer la saucisse. Ce procédé connu depuis le Moyen Âge et utilisé en Allemagne a permis de développer la tradition moderne de la fabrication de la saucisse, certaines productions industrielles de denrées bon marché ayant pu s'implanter à cette époque.
Depuis la fin du XXe siècle, la saucisse se voit souvent éloignée de la haute gastronomie, même s'il existe toujours plusieurs types de saucisse avec un certain raffinement. La majorité des saucisses ont des taux de gras et de sel très élevés. La saucisse est aujourd'hui souvent considérée comme le produit de récupération des déchets de viandes comestibles, dite viande séparée mécaniquement, remplie de produits de conservation chimique. L'utilisation d'enveloppes artificielles telles que le plastique ou le collagène et parfois le peu de détail des ingrédients entretiennent cette image négative.

## Fabrication
Les ingrédients utilisés, et leur proportion, varient selon le type de saucisse, de même que le mode de préparation.
En Europe, le maigre et le gras de porc constituent traditionnellement les ingrédients de base, la plupart des saucisses étant exclusivement faites avec du porc, y compris parfois des abats (saucisses de foie) ou seulement du sang (boudin noir). Ceci est lié à la place essentielle que le porc occupe depuis des millénaires dans cette région du monde : animal facile à élever, prolifique, et utilisable dans sa quasi-totalité (d'où le proverbe français : "Tout est bon dans le cochon").
D'autres ingrédients peuvent entrer dans la composition de certains types de saucisses ou saucissons : noisettes, fromage, autres viandes, épices (poivre, cumin…), colorants naturels…
Les saucisses industrielles ne comptent que 30 à 40 % de viande en moyenne. Le reste est composé des parties d'animaux réservées jadis à des usages moins nobles, de l'eau et des polyphosphates, du soja, du colorant, des sulfites et des nitrates, des antioxydants pour prévenir la décoloration et une pincée de ce que l'on appelle parfois des rehausseurs de saveur.
Le type de hachage peut différer selon les saucisses. Par exemple, les saucisses de Toulouse sont réalisées à partir d'un hachage gros, tandis que les saucisses de Strasbourg le sont à partir d'un hachage très fin. Le hachage peut même aller jusqu'à faire disparaître l'aspect de la viande.
La saucisse peut être réalisée avec un boyau de porc, de bœuf ou de mouton. 
Certains bouchers toulousains n'embossent leurs saucisses qu'à l'aide d'ustensiles en bois afin de préserver une tradition artisanale. Cette technique est censée améliorer le goût de la saucisse, mais une récente étude avance que cette tradition serait surtout apparue en réaction à l'industrialisation de la fabrication de la saucisse il y a une cinquantaine d'années.

## Catégories

### Produits carnés

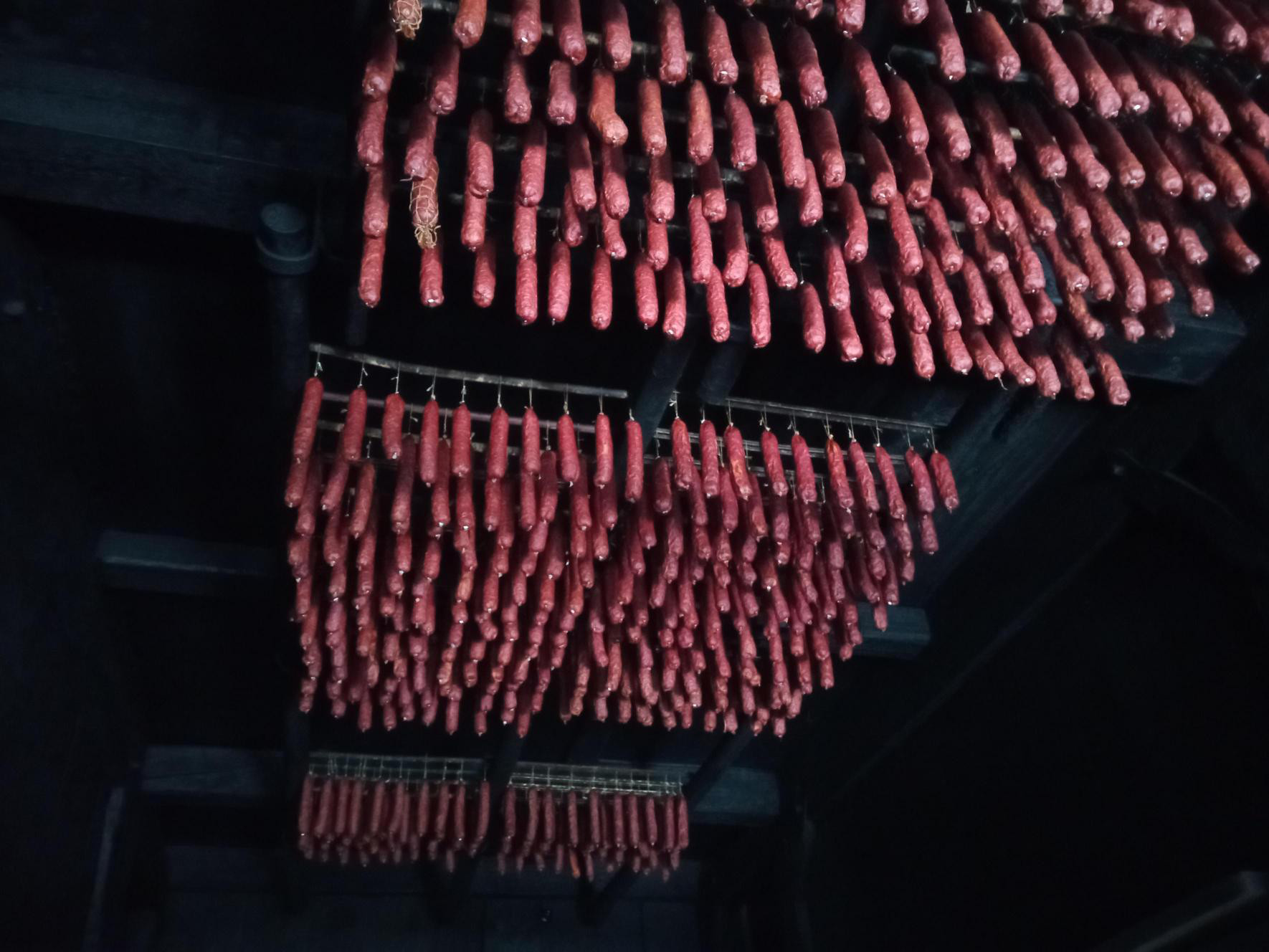
Des saucisses dans un fumoir.

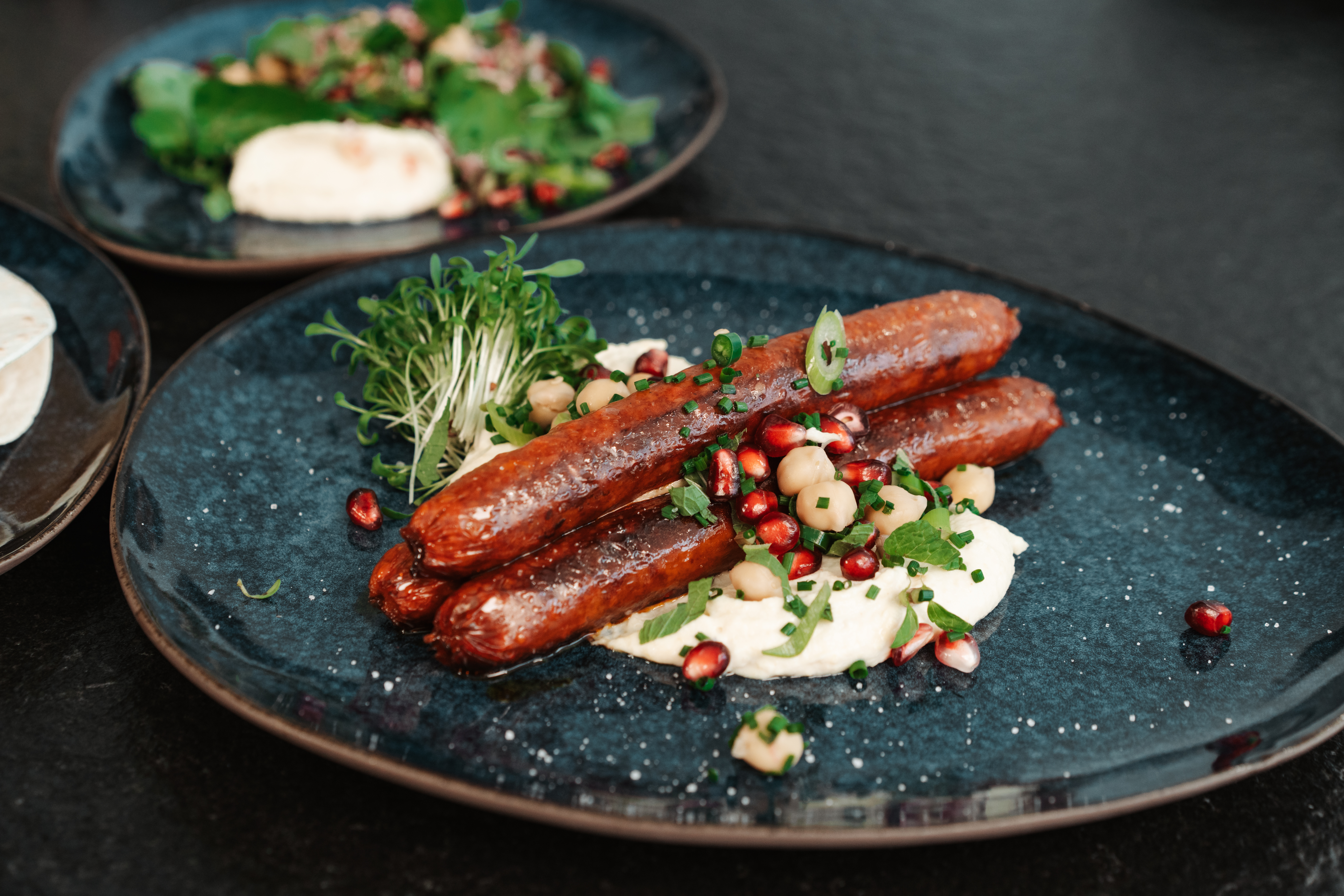
Merguez végétales grillées aux saveurs du Liban

En France, l'arrêté du 23 juillet 2010 fixe les exigences et recommandations applicables à la certification de conformité d'un produit de charcuterie, ainsi que les modalités de contrôle. Pour les saucisses et saucissons, il catégorise cinq produits avec leurs caractéristiques précises : saucisse à pâte fine (type saucisse de Francfort), saucisson cuit, saucisson sec, saucisses crues à cuire et saucisses crues gros hachage fumées à cuire.
L'usage et les professionnels de la charcuterie et de la charcuterie pâtissière multiplient ces classifications en :
- saucisson sec, destiné à être consommé froid et sans cuisson préalable ;
- saucisson, mêmes usages que le saucisson sec ;
- saucisse de sang, appelée boudin noir ;
- saucisse de gibier ;
- saucisse industrielle, contenant un faible taux de viande et utilisant un boyau artificiel ;
- saucisse de fromage, spécialité Germanique et de Suisse-romande, de type Vienne, à base de viande de porc intégrant une certaine proportion de fromage à pâte ferme, comme le Gruyère;
- saucisse végétarienne, utilisant un boyau artificiel (un décret paru le 27 fevrier 2024 interdit cette dénomination 5% au plus de protéines végétales pour pouvoir s'appeler saucisse, saucisson...  );
- cervelas ;

### Saucisses végétales
La saucisse végétale est souvent élaborée à partir de protéines végétales comme le soja, le blé ou les légumineuses. Elles proposent une alternative sans viande, tout en reproduisant la texture et les saveurs caractéristiques de différents types de saucisses traditionnellement à base de viande telles que les merguez, les chipolatas ou encore les knacks. L’empreinte carbone de ces produits est plus faible que ceux à base de viande.

## Typologie par pays et continents

### Afrique

#### Afrique du Nord
- Merguez, petite saucisse rouge épicée (viande de bœuf ou de mouton).

### Asie

#### Chine
- Lap cheong

#### Laos et Thaïlande
- Sai oua

### Europe

#### Allemagne
Il existe trois catégories de saucisses et charcuterie allemandes (Wurst) :
- la Rohwurst (saucisse crue) est une saucisse composée de viandes crues, jambon et épices. Elle peut se présenter sous une forme tartinable (Mettwurst), ou bien être séchée (saucisson sec, salami). Certaines sont également fumées (Teewurst (de)) ;
- la Brühwurst (de) (saucisse bouillie) est une saucisse cuite (mais pas nécessairement par bouillon, malgré le nom). On trouve parmi les Brühwurst les célèbres saucisses de Francfort ou le Leberkäse bavarois (pain de viande) ;
- la Kochwurst (de) (saucisse cuite) est une saucisse composée en partie d'ingrédients précuits. C'est le cas notamment des Blutwurst (boudins noirs) et des Leberwurst (saucisses de foie). La Kochwurst peut également être recuite après fermeture du boyau.

Quelques exemples de saucisses allemandes :
- Rohwurst :
  - Bregenwurst, saucisse maigre.
  - Kohlwurst (ou Lungenwurst), saucisse forte.
- Brühwurst :
  - Saucisse de Francfort (Frankfurterwurst en allemand) ou de Vienne (en allemand Wienerli ou wiener Würstchen mais en Autriche frankfurter Würstl).
  - Saucisse blanche de Bavière (Weißwurst en allemand), spécialité de Munich, consommée accompagnée d'un bretzel et d'une moutarde douce.
- Kochwurst
  - Thüringer Rotwurst (de) (saucisse rouge de Thuringe), une variante de Blutwurst.
  - Pfälzer Leberwurst (de) (saucisse de foie, spécialité du Palatinat rhénan).

#### Autriche
- Extrawurst
- Saucisse de Vienne

#### Bulgarie
- Lukanka

#### Espagne
- Boutifarre
- Chorizo
- Fuet
- Longaniza (es), présente également sous formes locales dans toute l’Amérique Latine.
- Morcilla, équivalent du boudin noir.
- Salchichón
- Soubressade

#### Finlande

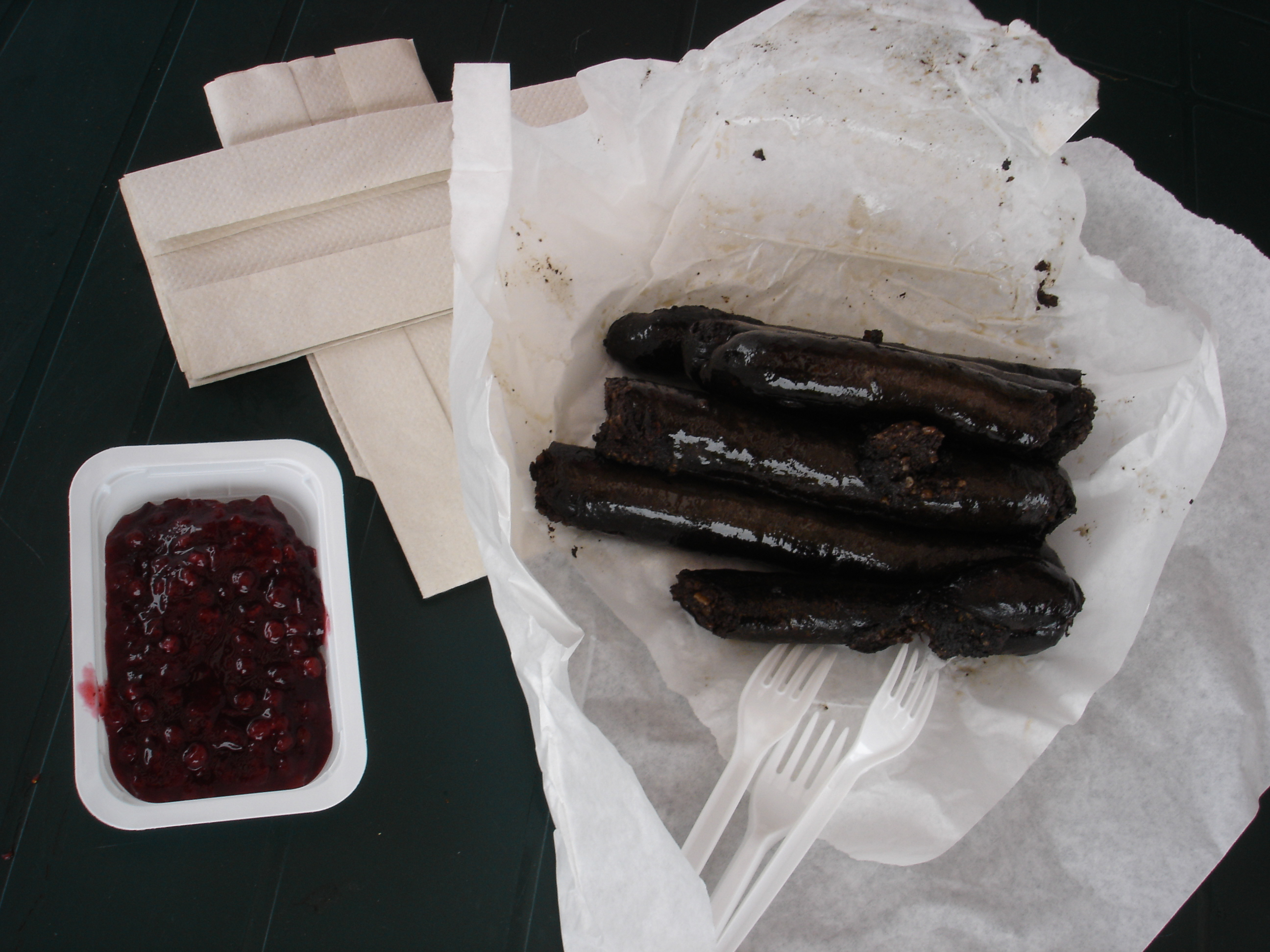
La mustamakkara

- Grillimakkara (fi)
- Mustamakkara
- Ryynimakkara (en)

#### France
La liste suivante, non exhaustive, comprend aussi bien des saucisses sèches qu'à cuire.

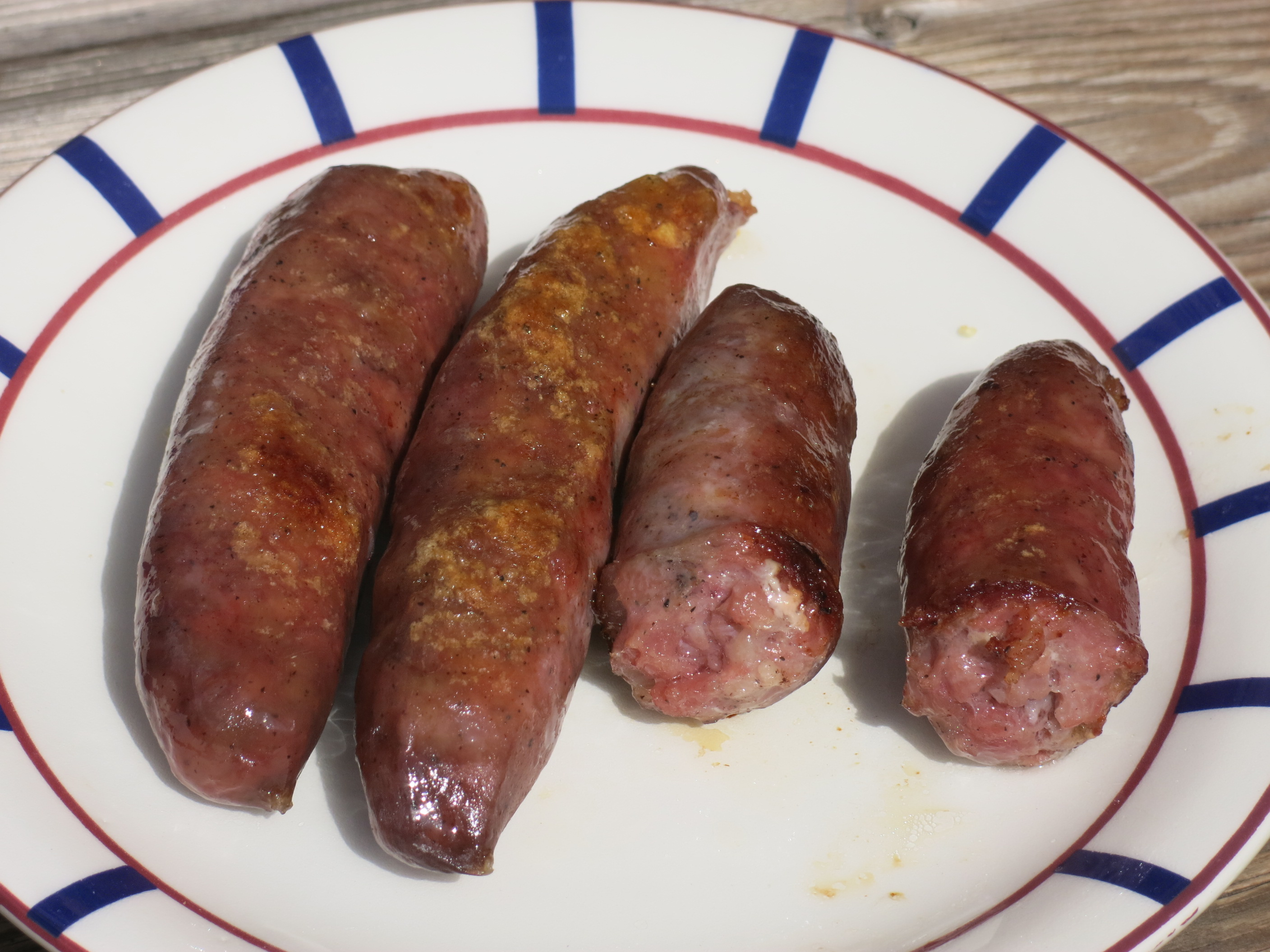
Des lukinkes cuites.

- Cervelas aiglon dans le Pays d'Ouche
- Chipolata
- Diot de Savoie
- Rougail saucisses de la Réunion
- Fouet catalan
- Figatellu corse
- Gandeuillot ou Gandoyau du Val d'Ajol ou de Fougerolles
- Gendarme, spécialité d'Europe centrale fumée ayant la particularité de se présenter sous la forme de deux bâtonnets à section rectangulaire ou carrée et non ronde, toujours attachés ensemble, de couleur rougeâtre : comme les gendarmes d'autrefois en uniforme rouge.
- Jésus de Lyon
- Jésus de Morteau (ou Jésu de Morteau)
- Lukinke du Pays basque
- Rosette
- Saucisse d'herbe
- Saucisse de choux d'Arconsat
- Saucisse de Molène
- Saucisse de Montbéliard, nature ou au cumin ; localement, cette spécialité fumée est fréquemment utilisée dans les versions régionales de choucroute (pays de Montbéliard, Territoire de Belfort), où le chou est souvent remplacé par des raves salées.
- Saucisse de Morteau, fumée, avec son bâtonnet typique, appelée localement "bonne saucisse" ; c'est un des classiques de la cuisine franc-comtoise. Une variante, beaucoup plus grosse, est appelée Jésus.
- Saucisse de Strasbourg
- Saucisse au Picon, ou Piconwurst (en Lothringer platt, une langue locale) : c'est une saucisse à base de Picon, fabriquée à Amnéville, en Moselle, dans la région historique de Lorraine[13].
- Saucisse de foie ariégeoise ; un des fleurons de la cuisine ariégeoise, elle est aussi produite dans d'autres territoires pyrénéens voisins du versant français, mais non en Cerdagne, pourtant limitrophe. Saucisse sèche utilisant du foie de porc, utilisable en cuisson dans des plats régionaux, elle a un goût très prononcé qui la rapproche du Figatellu corse, dont elle partage les ingrédients de base (et notamment le foie de porc).
- Saucisse de Toulouse, à cuire. Elle se caractérise par son diamètre important et un haché grossier.
- Longanisse, une variante pieds-noirs de la longaniza Espagnole.
- Saucisse d'Ouessant, une saucisse fumée à la tourbe, spécialité de l'île d'Ouessant.

Certaines régions produisent divers types de saucisses sèches et de saucissons.
Par leur présentation, l'andouille et l'andouillette peuvent être considérées comme des formes de saucisse, mais leurs ingrédients de base, des tripes, sont différents.
La merguez, d'origine nord-africaine et sans porc, est aujourd'hui adoptée par beaucoup de consommateurs en France, après avoir été introduite par les Pieds-noirs.

#### Hongrie
- Saucisse de Csaba
- Saucisse de Gyula
- Téliszalámi

#### Italie

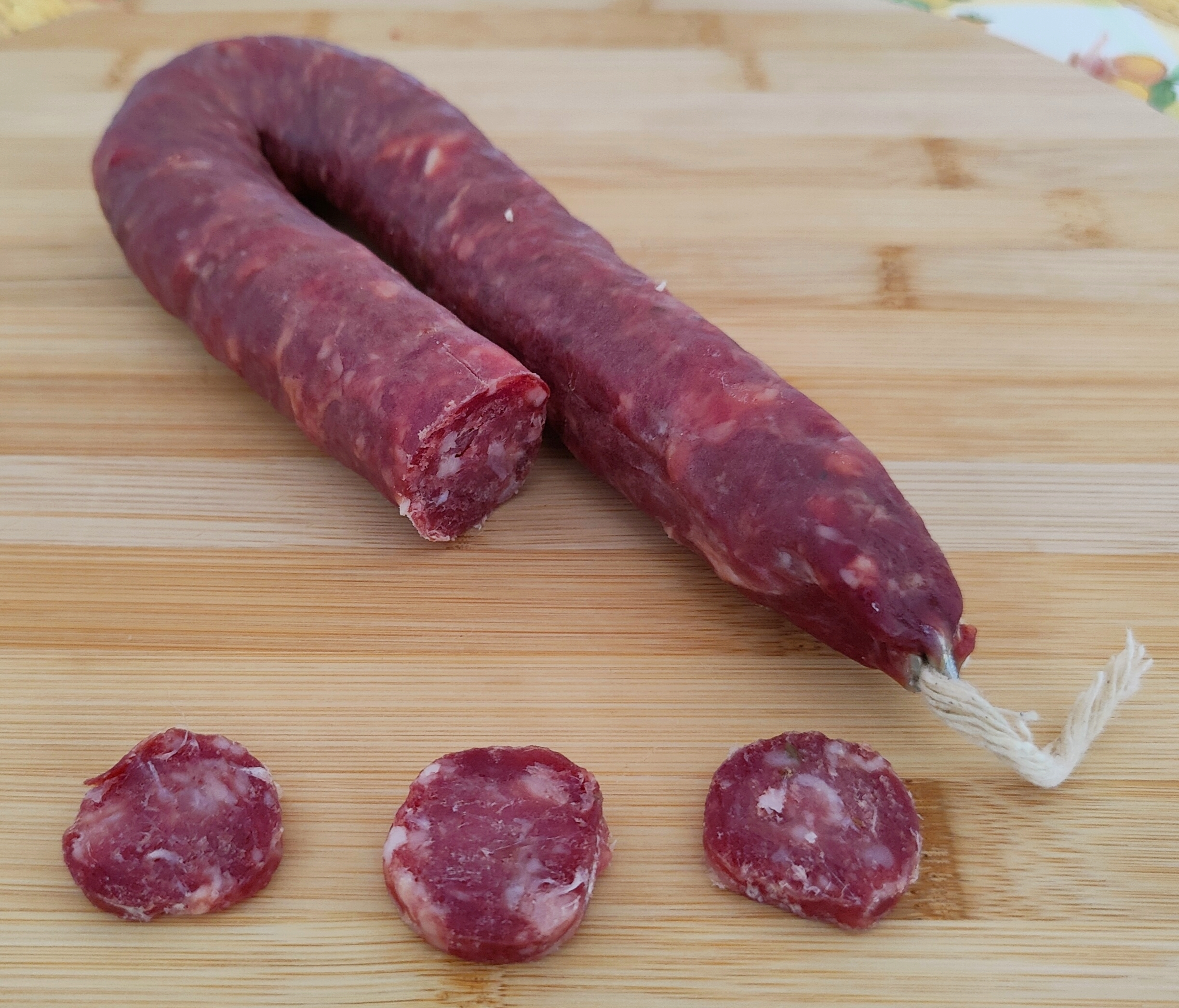
Salsiccia Lucanica di Picerno

- Finocchiona Toscans
- Mortadella Bologna
- Mortadelle
- N'duja
- Salami
- Saucisse de Bra

#### Pologne
- Kaszanka (en)
- Kiełbasa
- Krakowska (en)

#### Portugal
- Chouriço

#### République tchèque
- Saucisse de vin

#### Roumanie
La Roumanie produit quantité de saucisses à cuire, selon diverses recettes. L'idéal est d'éviter les fabrications industrielles et de consommer chez l'habitant.
- Saucisses de Pleșcoi, à base de viande de chèvre ou mouton.

#### Royaume-Uni
- Cumberland Sausage (en)
- Lincolnshire sausage (en)
- Oxford sausage (en)
- Saucisse de Glamorgan, saucisse végétarienne galloise à base de fromage.

#### Suisse
- Boutefas saucisson traditionnel vaudois. Il est embossé dans le cæcum de porc (extrémité du gros intestin). Il est donc très large et assez court. Traditionnellement fumé à froid « à la borne », c'est-à-dire dans les grandes cheminées des chalets d'alpage.
- Cervelas produit de grande consommation et fabriqué industriellement. Embossé dans un film collagène. Cette saucisse se mange crue ou parfois grillée, particulièrement lors de parties de campagne, autour d'un feu de bois.
- Longeole saucisse de Genève, non fumée. Elle est constituée pour une bonne part avec de la couenne de porc cuite, et est aromatisée avec des graines de fenouil. Pour permettre sa longue cuisson, elle est embossée généralement dans du boyau de vache, plus résistant.
- Saucisse à rôtir aussi appelée Bratwurst (de) en Suisse allemande et en Allemagne. Parfois vendue en une longue boucle continue. Embossée dans de boyau de porc. La farce se caractérise par l'utilisation de macis parfois remplacé simplement par de la noix de muscade. Embossée dans du boyau plus fin et sous forme de petites saucisses, on l'appelle chipolata en Suisse romande
- Saucisse aux choux cette saucisse d'origine vaudoise fait partie intégrante du plat « national », le papet vaudois. Embossée dans l'intestin coudé de porc, la farce est constituée de viande, de lard et de chou blanc râpé. Mise à sécher pendant 24 heures puis fumée à froid pendant 24 à 48 heures.
- Saucisse d'Ajoie
- Saucisson vaudois comme le saucisson de Payerne, ces deux produits bénéficient d'une AOC. Embossés dans le gros intestin de porc. Ils sont séchés pendant 12 à 24 heures puis fumés à froid.

### Océanie

#### Australie
- Cabanossi, saucisse fine proche du salami et originaire de Pologne

### Amériques

#### Pérou
- Saucisse de Huacho (es) (Salchicha huachana)
- Salchipapas

#### États-Unis
- Pepperoni, finement tranché, c'est une garniture de pizza populaire aux États-Unis
- Wiener, petite saucisse d'origine allemande utilisée pour la fabrication des hot-dogs

## Enjeux économiques

### En France
Les syndicats de la filière viande, notamment Interbev et Inaporc ont soutenu la proposition de loi relative à la transparence de l'information sur les produits alimentaires adoptée en mai 2020. Celle-ci interdit l'utilisation commerciale de termes relatifs à la viande, dont celui de saucisse, pour désigner des produits végétaux. Cette interdiction, complétée par un décret en juin 2022, intervient dans un contexte de très forte croissance de produits d'origine végétale. Le décret du 26 février 2024, prohibant l'utilisation de termes de boucherie ou de charcuterie tels que « saucisse » pour nommer des produits comportant des protéines végétales, est suspendu le 10 avril 2024 par le juge des référés du Conseil d’État. Le Conseil d’État estime qu’il existe un doute sérieux sur la légalité de cette interdiction, laquelle pouvant en outre porter une « atteinte grave et immédiate aux intérêts des industriels » vendant ce type de produits. La Cour de justice de l’Union européenne est par la suite consultée et rend le 4 octobre 2024 son avis : un État membre de l’Union européenne ne peut pas interdire les dénominations animales pour les produits végétaux. Le 28 janvier 2025, le Conseil d’État retoque les décrets français et prononce contraire à la réglementation européenne la loi relative aux appellations des produits végétaux, rendant ainsi officiellement l’utilisation du terme« saucisse végétale » légale,.